# Cladium mariscus jamaicense
Sous-espèce
Synonymes
Classification APG II (2003)
La sous-espèce Cladium mariscus subsp. jamaicense du Cladium mariscus (ou Marisque) est considérée par certains auteurs comme une espèce séparée Cladium jamaicense.
On la trouve dans les zones tempérées et tropicales du continent américain : Costa Rica, Guatemala, Honduras, Mexique, Nicaragua, Panamá, Colombie, Équateur et Pérou.
La Cladium jamaicense est aussi appelée Sawgrass en Floride (États-Unis) voir: Wetland Plants, For South Florida by Georgia Tasker
Elle ne doit pas être confondu avec Cladium mariscus subsp. californicum.

## Synonyme
- Cladium jamaicense Crantz[1]

### En tant qu'espèceCladium jamaicense
- (en) Flora of North America : Cladium jamaicense
- (en) Madagascar Catalogue : Cladium jamaicense
- (fr) INPN : Cladium mariscus  subsp. jamaicense (Crantz) Kük., 1938 (Syn. Cladium jamaicense) (TAXREF)
- (fr) Tela Botanica (France métro) : Cladium jamaicense
- (fr) Tela Botanica (Antilles) : Cladium jamaicense Crantz
- (en) NCBI : Cladium jamaicense (taxons inclus)
- (en) GRIN : espèce Cladium jamaicense Crantz

### En tant que sous-espèceCladium mariscus jamaicense
- (en) Catalogue of Life : Cladium jamaicense Crantz Non Valide
- (en) Catalogue of Life : Cladium mariscus (L.) Pohl (consulté le 17 décembre 2020)
- (fr + en) ITIS : Cladium jamaicense Crantz Non valide
- (fr + en) ITIS : Cladium mariscus ssp. jamaicense (Crantz) Kükenth.